# Pierre Costantini
Pour les articles homonymes, voir Costantini.
Pierre Dominique Costantini ou commandant Costantini, né le 16 février 1889 à Sartène (Corse) et mort le 30 juin 1986 à Prunelli-di-Fiumorbo, est un militaire, journaliste, écrivain et collaborationniste français.
Dirigeant de la Ligue française, parti collaborationniste sous l'Occupation, il participe à la fondation de la Légion des volontaires français contre le bolchevisme (LVF), force militaire supplétive des armées du IIIe Reich.

## Parcours
Il combat en tant qu'officier dans l'Aéronautique militaire (plus tard devenue l'Armée de l'air) durant la Première Guerre mondiale. Il en ressort invalide à cent pour cent. Dans l'entre-deux-guerres, il participe à la Croisière Jaune et milite dans les Ligues d'extrême droite.
En 1940, il fonde la Ligue française d’épuration, d’entraide sociale et de collaboration européenne, appelée couramment Ligue française, mouvement politique collaborationniste français. Il dirige le journal L'Appel, organe de la Ligue française. Dans ce journal, il appelle à l’extermination des Juifs.

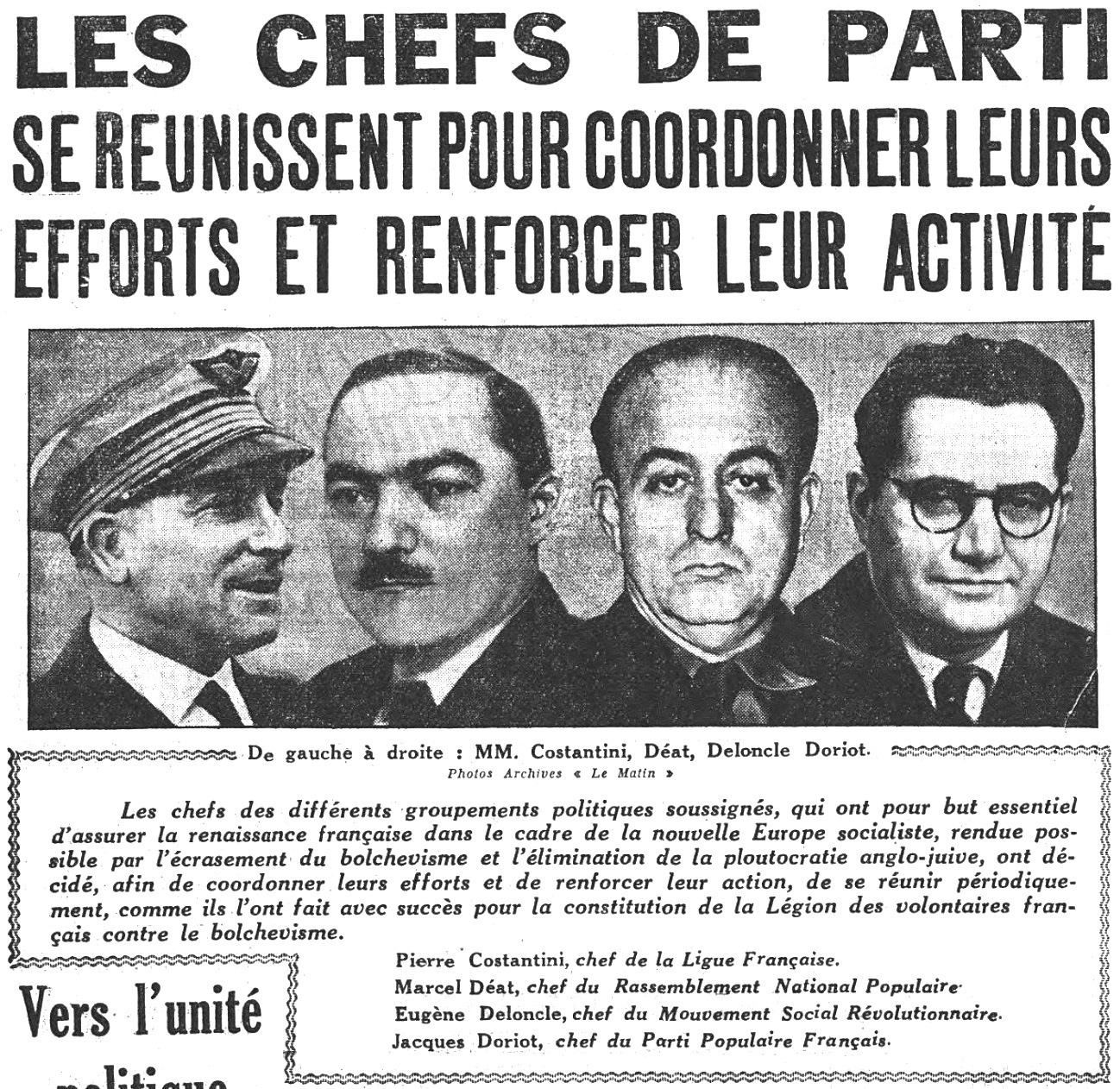
Pierre Costantini et les principaux chefs collaborationnistes en 1941.

Le 8 juillet 1941, il cofonde avec Jacques Doriot, Jean Boissel, Marcel Déat, Pierre Clémenti et Eugène Deloncle la Légion des volontaires français contre le bolchevisme (LVF).
La naissance de la Légion des volontaires français contre le bolchévisme (dite Légion des volontaires français ou LVF), connue sous le nom Infanterie régiment 638 par les Allemands, est portée par une galaxie de partis collaborationnistes.
La LVF fut reconnue d'utilité publique et Pétain déclara que ses soldats détenaient « une part de notre honneur militaire ». Ceux-ci prêtèrent serment de fidélité personnelle à Adolf Hitler, en 1943, lors d’un meeting qui se tint au Vel d’hiv.
En 1943, il fonde l'Union des journalistes anti-maçons.
Il s'enfuit à Sigmaringen en 1944. Jugé en 1952, il s'identifie à Napoléon et est déclaré en partie irresponsable par la justice militaire. Il est condamné à 15 ans de travaux forcés commués en 15 ans de réclusion en raison de son âge. Il séjourne quelques années en milieu psychiatrique.
Par la suite, il poursuit une carrière de journaliste et publie plusieurs essais. Il mourra quelques jours avant de rencontrer l'historien Marc Ferro, fin juin 1986, qui devait l'interviewer à propos de son engagement pendant la Seconde Guerre mondiale et la création de la LVF, pour une émission d'histoire, consacrée à la collaboration et la LVF, et qui sera diffusée sur FR3. Rendez-vous était pris, mais finalement, avec le décès de Costantini, l'interview n'aura pas lieu. 

## Publications
- La Grande Pensée de Bonaparte, Paris, éditions Baudinière, 1940
- La Haute Signification de la Légion, Paris, L.V.F., ca 1942
- Ode au masque de Napoléon, Paris, éditions Baudinière, 1943
- Bonaparte en Palestine, Paris, D'Hallium & Co Éditeurs, 1967